# Can Xacris
Can Xacris és una casa d'Arbúcies (Selva) inclosa a l'Inventari del Patrimoni Arquitectònic de Catalunya.

## Descripció
Es tracta d'un gran edifici de tres plantes situat al costat de la Riera d'Arbúcies, al centre del poble, fent xamfrà amb el carrer del Pont i el passeig Dr. Geli. Destaquen les cantonades amb un fals encoixinat i les finestres emmarcades amb motllures en relleu. A la façana principal, les obertures són variades, a la planta baixa, la porta d'entrada és amb arc rebaixat i motllurada, i a l'esquerra hi ha tres petites finestres també d'arc rebaixat i protegides amb una reixa de ferro. Al primer pis hi ha dues balconades i una doble finestra, amb obertures rectangulars, tret d'una sortida a l'extrem esquerra que és d'arc de mig punt i correspon a una galeria que hi ha en un cos lateral, més baix. Destaca d'aquest pis, el balcó central, damunt l'entrada, amb una decoració neoclàssica i frontó. Al segon pis hi ha petites finestres d'arc de mig punt i a la part dreta de la façana un petit relleu amb la inscripció: “ANNO DOMINI MCMXLVIII” (1948).
És interessant la torre situada a la cruïlla dels dos carrers, de base quadrada i quatre plantes, amb coberta a quatre vessants. Destaca la galeria de la part superior, amb tres arcs de mig punt. A un dels costats de la torre hi ha un relleu amb les inicials L.T sostingut per dos angelets. Per sota del relleu, una finestra queda amagada rere una reixa de ferro força ornamentada. En aquesta torre hi ha també balconades.
A la part posterior, que dona directament a la riera, hi ha diversos nivells d'obertures, la majoria d'arc de mig punt i algunes amb balcó, seguint la tipologia de tot l'edifici.
Cal destacar la cornisa, amb voledís molt pronunciat i mènsules de fusta entre les quals hi ha una mena de petita rosseta en relleu.

## Història
La casa que veiem actualment és una construcció del segle xx, perquè l'edifici anterior es va cremar durant la guerra.